# (5561) Iguchi
(5561) Iguchi (1991 QD) – planetoida z pasa głównego asteroid okrążająca Słońce w ciągu 3,23 lat w średniej odległości 2,19 j.a. Odkryta 17 sierpnia 1991 roku.